# Culturgest

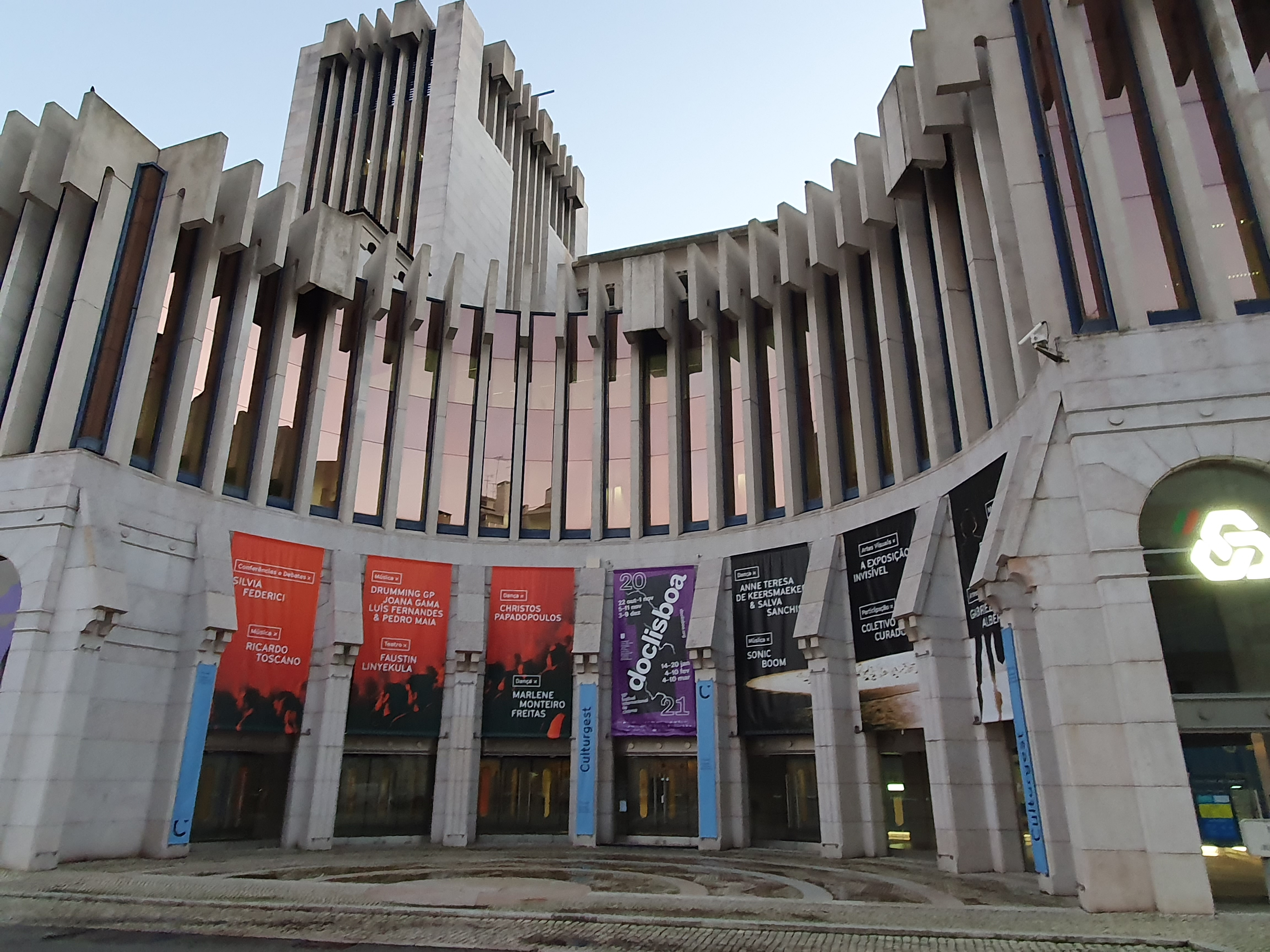
Eingang des Hauptgebäudes der Culturgest, hier zum Filmfestival Doclisboa (2020)

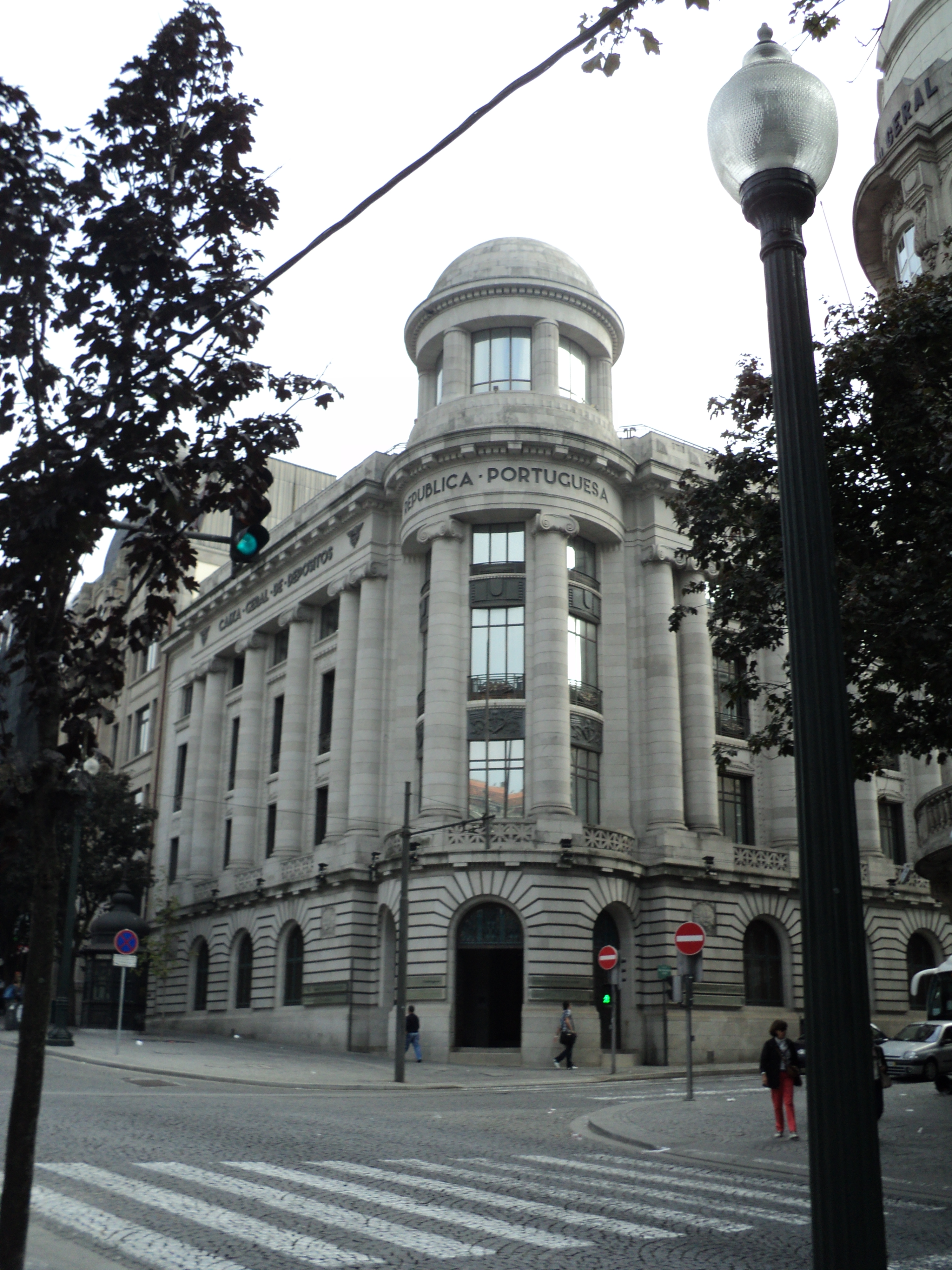
Das historische Gebäude der CGD in Porto, seit 2002 Sitz der zweiten Culturgest-Niederlassung.

Die Culturgest – Fundação Caixa Geral de Depósitos (Portugiesisch für: Culturgest – Stiftung der Caixa Geral de Depósitos) ist die Kulturstiftung der portugiesischen Sparkasse Caixa Geral de Depósitos (CGD). Sie hat ihren Sitz am Hauptgebäude der CGD in Lissabon und unterhält einen weiteren Sitz in Porto.
Sie fördert, sammelt, veranstaltet und zeigt Zeitgenössische Kunst. Neben den staatlichen und öffentlich-rechtlichen Institutionen des Landes gehört sie, nach der Stiftung Gulbenkian, zu den wichtigsten privaten Institutionen des Kulturbetriebs in Portugal. Sie beherbergt die CGD-Kunstsammlung und richtet so verschiedene Veranstaltungen wie Konzerte, Tanz- und Theateraufführungen, Filmzyklen, Ausstellungen, Performance-Projekte, Werkschauen u. a. aus, regelmäßig auch in Zusammenarbeit mit anderen portugiesischen und internationalen Kultureinrichtungen.
Ihr Name setzt sich aus den umgekehrt angeordneten Anfangszeilen der Worte Gestão (Portugiesisch für: Betrieb, Verwaltung) und Cultura (Portugiesisch für: Kultur) zusammen und stammt von ihrer Veranstaltungsgesellschaft, der Culturgest – Gestão de Espaços Culturais, S.A.

## Geschichte
Die CGD begann 1983, zusätzlich zu den Kunstgütern in ihrem Besitz, nun auch einen systematischen Ankauf zum Aufbau einer Kunstsammlung zeitgenössischer Kunst, in Erweiterung ihrer Aktivitäten als Kultur-Mäzen. Als die CGD Mitte der 1980er Jahre begann, einen neuen Hauptsitz zu planen, sahen die danach von Architekt Arsénio Luís Raposo Cordeiro (1940–2013) entworfenen Pläne auch die Einrichtung von Museen und Veranstaltungsräumen vor.
Im Juli 1992 vereinbarten die CGD, ihre Beteiligungsgesellschaft SGPS und die Stiftung Fundação Luso-Americana die Schaffung einer Betreibergesellschaft für die Kultureinrichtungen der CGD und gründeten dazu am 12. August 1993 die Culturgest – Gestão de Espaços Culturais, S.A. als Tochterunternehmen der CGD. Nach der Einweihung des neuen Gebäudes im Frühjahr 1993 eröffnete die Kulturstiftung Culturgest am 11. Oktober 1993 erstmals ihre Türen. Die CGD hatte zuvor die Culturgest – Fundação Caixa Geral de Depósitos, mit einem Startkapital von 3,5 Mio. Euro gegründet, eine Stiftung des privaten Rechts, und ihr die Nutzung der dafür vorgesehenen Räume der neuen Hauptverwaltung übertragen, in denen die Culturgest S.A. seither Veranstaltungen ausrichtet.
2002 eröffnete in Porto eine zweite Stelle der Culturgest, im historischen Gebäude der CGD an der dortigen zentralen Prachtstraße Avenida dos Aliados.